# DHAP
DHAP — принятая в онкогематологии аббревиатура (акроним) для режима химиотерапии, применяемого для индукции ремиссии при рецидиве или рефрактерности к терапии первой линии при агрессивных лимфомах, лимфогранулематозе. В сочетании с ритуксимабом называется R-DHAP.
Режим [R]-DHAP состоит из:
1. Ритуксимаба — (R)ituximab
2. Дексаметазона — (D)examethasone
3. Высокодозного Цитарабина — (H)igh-dose (A)ra-C
4. Цисплатина — препарата платины — (P)latinol

## Режим дозирования
| Лекарство                                  | Доза       | Режим введения                        | Дни цикла           |
| ------------------------------------------ | ---------- | ------------------------------------- | ------------------- |
| Ритуксимаб — (R)ituximab                   | 375 мг/м2  | Внутривенная инфузия                  | День 0              |
| Дексаметазон — (D)examethasone             | 40 мг      | Внутрь в 4 приёма в разделённых дозах | Дни 1-4             |
| Высокодозный Цитарабин — (H)igh-dose Ara-C | 2000 мг/м2 | Внутривенная 2-часовая инфузия        | Каждые 12 ч, день 2 |
| Цисплатин — (P)latinol                     | 100 мг/м2  | Внутривенная 24-часовая инфузия       | День 1              |